# Имру Хайле Селассие
Рас Имру (Ырму) Хайле Селассие (амх. ዕምሩ ኀይለ ሥላሴ; 23 ноября 1892 — 15 августа 1980) — эфиопский дворянин, солдат и дипломат; двоюродный брат последнего императора эфиопской империи Хайле Селассие I.

## Ранние годы
Родился в провинции Шоа. С детства был другом императора; оба были воспитаны отцом Имру — Абайнехом Хайле Селассие. Имру вместе со своим отцом сопровождали будущего лидера в его первом губернаторстве в провинции Сидамо. В 1916—1917 годах Имру, носивший к тому времени титул дэджазмач, был назначен управителем города Харэр.

## Назначение в Годжам
В 1932 Имру получил титул раса и назначение в провинцию Годжам. Имру заменил раса Хайлу Текле Хайманота, который был обвинен в государственной измене и приговорен к пожизненному заключению, якобы за то, что помог смещенному императору Лиджу Иясу бежать. По прибытии в Годжам, Имру столкнулся с восстанием фитаурари Адмассу, внебрачного сына раса Хайлу, который 30 сентября ненадолго захватил власть в Дэбрэ-Маркос; впоследствии фитаурари Адмассу прекратил восстание и послал императору официальные извинения. Имру проводил многочисленные реформы, пытаясь модернизировать провинцию. Изменения помогали обогащаться как производителям так и торговцам, что позволило Имру найти друзей в знатной среде Годжама, но для большинства он все равно был чужим — агентом императора.

## Итало-эфиопская война (1935—1936)
В мае 1935 Имру был назначен регентом. Имру командовал армией своей провинции и левым флангом армии северного фронта во время Второй итало-эфиопской войны. Его неожиданное наступление в глубокий тыл итальянцам поставило под угрозу успех наступления итальянцев, но было остановлено, использованием отравляющих газов, распыляемых с самолетов 23 декабря 1935 года.

## Период итальянской оккупации
После поражения эфиопской армии, Хайле Селассие со своей семьей покинул Эфиопию, чтобы отстаивать права своей страны в Лиге Наций в Женеве. Рас Имру был назначен исполняющим обязанности императора. Он передислоцировался в Горе, на юго-запад Эфиопии, чтобы собрать силы и продолжать противостояние итальянцам. Для финансирования повстанцев ему были необходимы доходы золотых шахт Асоса, но в июле 1936 лояльный шейх Ходжали был изгнан повстанцами Велега Оромо. Повстанцы Оромо ставили под угрозу положение Имру в данной провинции, и он вынужден был отступить на юго-восток. Итальянцы преследовали его и прижали на северном берегу реки Годжеб, где он и сдался 19 декабря 1936 года. Его перевезли в Италию и посадили в тюрьму на острове Понца, где он и пробыл вплоть до капитуляции Италии 8 сентября 1943.

## Послевоенный период
После войны рас Имру был послом в Индии и США. Позже со своим сыном Микаэлем Имру участвовал в составлении земельной реформы.